# Geelstuitmiersluiper
De geelstuitmiersluiper (Euchrepomis sharpei) is een vogel uit de familie Thamnophilidae. Het is een bedreigde, endemische vogelsoort in de Andes in het grensgebied tussen Bolivia en Peru. De vogel werd in 1901 geldig beschreven door Hans von Berlepsch aan de hand van een collectie museumexemplaren. De beschreven exemplaren waren al in 1892 verzameld. De wetenschappelijke naam is een eerbetoon aan Richard Bowdler Sharpe.

## Kenmerken
De vogel is 11 cm lang. Het is een kleine vogel die sterk lijkt op de andere soorten miersluipers. Kenmerkend is de gele stuit. Het mannetje heeft een zwarte kruin en een smalle, donkere oogstreep en een witte wenkbrauwstreep die doorloopt tot in de nek. Verder is de vogel olijfkleurig van boven en grijs van onder en heeft een dubbele vleugelstreep. Het vrouwtje heeft een bruin gekleurde kruin en de stuit is bleekgeel, bij het mannetje helder geel.

## Verspreidingsgebied
De geelstuitmiersluiper komt voor in Bolivia in de oostelijke uitlopers van de Andes in de departementen La Paz en Cochabamba en in aangrenzend Peru in de regio's  Puno en and Cuzco. Het leefgebied is dicht begroeid vochtig montaan bos op hoogten tussen de 1000 en 1850 m boven zeeniveau.

## Status
De geelstuitmiersluiper heeft een beperkt verspreidingsgebied en daardoor is de kans op uitsterven aanwezig. De grootte van de populatie werd in 2022 door BirdLife International geschat op 2500-10.000 volwassen individuen en de populatie-aantallen nemen af door habitatverlies. Het leefgebied wordt aangetast door ontbossing waarbij natuurlijk bos wordt omgezet in gebied voor agrarisch gebruik zoals de teelt van koffie, citrusvruchten, cacao en thee. Om deze redenen staat deze soort als gevoelig op de Rode Lijst van de IUCN.